# ФК Честърфийлд
„Честърфийлд“ е професионален футболен отбор, базиран в град Честърфийлд, Дербишир, Англия. Отборът се състезава в Националната лига, петата степен на системата на английската футболна лига. Честърфийлд играят своите домакински мачове на стадиона на Proact с капацитет 10 504, след като се преместиха от историческия си дом Салтергейт през лятото на 2010 г. Забележителните играчи включват рекордьора Дейв Блейки, който има в 617 мача за Честърфийлд в лигата и Урни Мос, който е футболиста с най-много голове за клуба. Клубът се състезава с многобройни местни съперничества, въпреки че нотингамският клуб Mansfield Town са техните основни съперници.